# Ahmad Hasan al-Zayyat
Ahmed al Zayyat é um jornalista que foi considerado o maior intelectual do Egito dos anos 30. nascido em Kafr Demira, Talkha Ele criticou pesadamente o nazismo no país dele.